# Der Schloßherr von Hohenstein
Der Schloßherr von Hohenstein ist ein deutsches Stummfilmmelodram aus dem Jahr 1917 von Richard Oswald mit Bernd Aldor in der Hauptrolle.

## Handlung
Der alte Vater des Grafen Theodor von Westfried ist gestorben und hat einen Berg Schulden hinterlassen. Nun ist der junge Graf gezwungen, das hochherrschaftliche Familienanwesen zu veräußern. Anschließend ist ihm keine Arbeit zu schade, um wieder nach oben zu kommen. Graf Theodor verdingt sich als Violinspieler ebenso wie als Verwalter des Gutsbesitzers Weidner. Dort findet er schließlich auch sein privates Glück, denn Margarete Weidner ist ganz entzückt von dem chevaleresken Benehmen des jungen Herrn vom Stande.

## Produktionsnotizen
Der fünfaktige (1484 Meter) Film passierte im Juli 1917 die Filmzensur, erhielt Jugendverbot und wurde im September 1917 uraufgeführt.
Bei diesem Streifen handelt es sich um den zweiten Film der Bernd-Aldor-Serie 1917/18. Die Filmbauten schuf Manfred Noa.

## Kritik
Paimann’s Filmlisten resümierte: „Stoff, Spiel und Szenerie sehr gut. Photos recht gut.“